# Districte de Yamethin
El districte de Yamethin és una divisió administrativa de la divisió de Mandalay (abans divisió de Meiktila) amb una superfície de 10.878 km² i una població d'1.488.853 habitants (estimació del 2003). La capital és Yamethin.
Administrativament està format per cinc townships:
- Yamethin
- Phaw Bawl
- Tat Kon
- Pyinmana
- Le Way

## Història
La part sud del districte va formar part del regne de Taungoo. Els britànics van entrar al districte per primer cop el 1885 quan una columna procedent de l'estació fronterera de Toungoo va ocupar Pyinmana (aleshores anomenada Ningyan). Aviat el territori va entrar en revolta contra els ocupants. Al començament del 1886 es va formar el districte de Pyinmana i durant mesos la seva història fou un relat de les lluites contra els anomenats dacoits especialment els grups dirigits per dos antics oficials, Le Wioi i el thugyi (cap) de Theingon, i per tres suposats prínceps; els rebels van tallar les comunicacions britàniques per riu i per carretera i van arribar a ocupar fins i tot una part de la població de Pyinmana però a finals d'any van arribar considerables reforços i es va començar a obtenir victòries sobre els rebels encara que aquestos trobaven refugi segur a la jungla i entre els bambús, i van poder seguir l'ofensiva. El 1886 es va formar el districte de Yamethin, pocs mesos després de la formació del de Pyinmana i incloïa part del posterior districte de Meiktila que després fou constituït en entitat separada. El districte de Yamethin va quedar pacificat el 1887 i al de Pyinmana hi va haver una gran activitat de la policia militar que va netejar la selva de resistents i va desarmar a la població que els donava suport, però quan van arribar les pluges es va perdre tot el que s'havia avançat i el 1888 els rebels, reagrupats a l'est del Sittang, van atacar dos estacions de policia i les van destruir; al final de l'any encara actuaven quatre grans grups però les mesures estrictes a les poblacions i les expedicions militars van acabar expulsant als rebels cap a l'estat karen de Bawgata el 1889 i el 1890 amb les operacions al Yoma, el districte va quedar pacificat. El 1893 el districte de Pyinmana fou abolit i inclòs com a subdivisió dins el districte de Yamethin. El districte tenia 11.028 km² i una població de 243.197 habitants el 1901. La capital era la ciutat de Yamethin i l'única altra ciutat a esmentar era Pyinmana. El 94% de la població era budista, i la majoria eren birmans (228.000) amb una minoria karen (2500); hi havia també alguns xins i pa-os. 171.000 persones depenien de l'agricultura. Administrativament estava dividit en dos subdivisions i cinc townships:
- Yamethin 
  - Yamethin
  - Pyawbwe
  - Yindaw
- Pyinmana 
  - Lewe
  - Pyinmana

Sota autoritat de l'oficial de la subdivisió de Pyinmana hi havia dos petits estats karens a l'extrem sud-est:
- Alechaung Bawgata
- Padaung Koywa

Els dos estats eren autònoms i pagaven tribut al govern britànic
El township de Yamethin tenia una superfície de 2.893 km² i una població de 67.872 habitants. El formaven 315 pobles i la capital era Yamethin amb 8.680 habitants.

## Pagodes
La principal és la pagoda Lawkamayazein prop de Pyinmana, que és relativament moderna.